# NGC 10
NGC 10 je galaksija u zviježđu Kipar.

## Vanjske poveznice
- SEDS: NGC 0010